# Condado de Simpson (Kentucky)
O Condado de Simpson é um dos 120 condados do estado americano de Kentucky. A sede do condado é Franklin, e sua maior cidade é Franklin. O condado possui uma área de 612 km² (dos quais 0 km² estão cobertos por água), uma população de 16 405 habitantes, e uma densidade populacional de 27 hab/km² (segundo o censo nacional de 2000). O condado foi fundado em 1819. O condado proíbe a venda de bebidas alcoólicas.